# Anthony Olubunmi Okogie
Anthony Olubunmi Okogie (Lagos, 16. lipnja 1936.) nigerijski je katolički prelat, kardinal  i nadbiskup emeritus Lagosa.
Kardinal Okogie branio je odredbe Katoličke Crkve o celibatu za katoličke svećenike.